# مركز العامل التاسع
مركز العامل IX ، الذي يُباع تحت الأسماء التجارية Haemonine و Benefix من بين أسماء أخرى، هو دواء يستخدم لعلاج الهيموفيليا B.  على وجه التحديد يستخدم لعلاج ومنع النزيف.  و يعطى عن طريق الحقن في الوريد. 
تشمل الآثار الجانبية الشائعة له: القلق وضيق التنفس و الحساسية و الغثيان و آلام الظهر.  قد تشمل الآثار الجانبية الأخرى أيضاً الوذمة الوعائية و ألم في الصدر.  و قد تتطور أيضًا الأجسام المضادة التي تمنع قدرته على العمل.  ولا ينبغي استخدامه في حالات التخثر المنتشر داخل الأوعية الدموية.  و هي عبارة عن نسخ مصنعة من العامل التاسع مصنوعة من البلازما البشرية أو المؤتلفة. 
أصبح مركز العامل التاسع متاحًا في أواخر الستينيات، بينما تمت الموافقة على الإصدارات المؤتلفة في عام 1997.   و هو مدرج في قائمة منظمة الصحة العالمية للأدوية الأساسية.  في المملكة المتحدة، تكلف 1000 وحدة من الإصدارات المؤتلفة أو المشتقة من البلازما هيئة الخدمات الصحية الوطنية حوالي 600 جنيه إسترليني اعتبارًا من عام 2023.  تتوفر أيضًا إصدارات أطول تمثيلاً. 